# Colosseum Retail Park
Colosseum Shopping Center este un centru comercial care urmează să fie construit în București.
Va fi amplasat în nord-vestul Bucureștiului, pe șoseaua Chitila.
Colosseum reprezintă o investiție de circa 350 milioane de euro și va fi construit pe o suprafață de 620.000 mp, în două faze.
În prima fază va fi construit un parc comercial cu o suprafață închiriabilă de 58.000 mp, iar apoi va fi dezvoltat un mall de 140.000 mp.
Colosseum Shopping Center va avea 6.000 de locuri de parcare din care 1.000 vor fi subterane, cu acces direct în mall-ul de retail.
Proiectul este deținut de societatea Nova Imobiliare, controlată de mai mulți investitori britanici, și va fi realizat de compania de construcții Bouygues.